# The LoveCrave
The LoveCrave est un groupe italien de metal gothique, originaire de Milan, actif entre 2010 et 2010.

## Histoire
Tank et Francesca, co-auteurs depuis de nombreuses années, écrivent une quinzaine de chansons en moins d'un mois et c'est ainsi qu'un groupe de heavy metal live devient un projet sérieux visant l'industrie de la musique. Ce que les LoveCrave recherchaient pendant les enregistrements était « un son brut, élégant et nouveau ». Ils s'inspirent d'Iron Maiden et du son des années 1980 de Depeche Mode. Ils créent dans leur esprit une sorte de monde à la Blade Runner et essayent d'y mettre de la musique.
En mars 2006, ils signent avec le label allemand Repo Records qui commence à préparer la sortie de The Angel and the Rain. En mai 2006, le groupe signe avec WOD, l'une des plus grandes agences de booking gothique/metal d'Europe. En juin 2006, le mastering de l'album est réalisé par Alex Klier aux LXK Studios de Munich et en août, le groupe part pour une tournée allemande de pré-édition avec The Birthday Massacre, un groupe canadien. Depuis 2007, il joue pendant 4 mois dans sa ville natale de Milan au Club Alcatraz. The Angel and the Rain sort finalement le 31 octobre 2006.
La station de radio anglaise TotalRock donne au groupe la possibilité de jouer à Londres en janvier 2007 au Camden Underworld. La veille du concert, The LoveCrave enregistre 4 titres unplugged au Sonic Studio de TotalRock.
Le 7 mai 2007, le groupe annonce un changement dans le line-up : Iakk est remplacé par Bob The Machine Parolin. Le même mois, The LoveCrave obtient une place au festival WGT de Leipzig. En novembre 2007, le groupe remporte le prix du meilleur groupe italien sur la scène internationale au MEI (Independent Labels Meeting), décerné par le magazine musical italien Rock Sound. Le 22 juillet 2008, Bob The Machine Parolin devient l'ambassadeur officiel de Sabian Cymbals.
The LoveCrave travaillent ensuite sur leur deuxième album et sont programmés pour jouer quelques concerts en Italie et en Allemagne en 2008, au Festival NCN 2008 présente la chanson Scream de l'album à venir et joue plus tard à l'Amphi Festival de Cologne.
Le nouvel album sort en mars 2010 ; les chansons sont enregistrées en décembre 2009 au Musicay Studio et au Remaster Studio, le disque sort chez Repo Records, Soul Saliva sort après trois ans de dur labeur le 14 mai 2010, le premier single qui est publié sur sa page Myspace était la reprise de la chanson culte Thriller de Michael Jackson. Le 15 octobre 2010, le groupe sort Crisalide, qui contient des remixes des deux albums The Angel and the Rain et Soul Saliva. 

## Discographie

### Albums studio
- 2006 : The Angel and the Rain (Repo Records)
- 2010 : Soul Saliva

### Singles
- 2008 : Little Suicide (Acoustic Version) (téléchargement uniquement)
- 2009 : Lost (remix pour Dope Stars Inc.)
- 2010 : Thriller  (téléchargement uniquement)

### EP
- 2010 : Crisalide

### Apparitions
- 2006 : Zilloscope 11/06 (ZILLO mag – DE) – Little Suicide
- 2006 : Cold Hands Seduction Vol.64 (Sonic Seducer Mag– DE) – Vampires (The Light that We Are)
- 2006 : Loud Sounds (Rock Hard – ITA) – Nobody
- 2006 : ClubTRAX Vol. 2 Double CD (XtraX Store – DE) – Little Suicide
- 2007 : Rock Sound Magazine Collection 103 (Rock Hard – ITA) – Can You Hear Me?
- 2007 : Gothic Magazine Compilation – Can You Hear Me?
- 2007 : Summer Darkness 07 (Zillo – DE) – Can You Hear Me?
- 2007 : Fuck The Mainstream – Little Suicide
- 2007 : Nerodom Compilation – Vampires (The Light that We Are) (remixé par Victor Love / Dope Stars Inc.)

#### DVD
- 2006 : Zillo DVD : Dark Visions – Fading Roses – Soundtrack
- 2007 : Zillo DVD : Dark Visions 2 – Can You Hear Me? – Live at M'era Luna Festival
- 2007 : Zillo DVD : Dark Visions 2 – Can You Hear Me? – Soundtrack